# خداجو
خداجو (بالفارسية: خداجو) هي مدينة تقع في إيران في Saraju District. يقدر عدد سكانها بـ 1,458 نسمة .